# Die Finals – Rhein-Ruhr 2023
Unter der Bezeichnung Die Finals – Rhein-Ruhr 2023 fanden an vier Tagen, vom 6. bis 9. Juli 2023, vorrangig in Düsseldorf und Duisburg mehrere Deutsche Meisterschaften statt. Es wurden insgesamt 159 Deutsche Meistertitel in 18 Sportarten vergeben.
Das Sportprogramm umfasste Basketball, BMX (Park und Flatland), Bogensport, Breaking, Gerätturnen, Judo, Kanu und Kanupolo, Karate, Klettern (Bouldern, Speed), Leichtathletik, Rhythmische Sportgymnastik, Schwimmen, Stand-Up-Paddling, Taekwondo, Tischtennis, Trampolinturnen und Triathlon.
Erstmals gab es mit den Finals 2023 einen Medaillenspiegel nach Bundesländern.

## Ausgetragene Deutsche Meisterschaften (Auswahl)
Anmerkung: Meisterschaften sind nur aufgeführt und verlinkt, wenn über sie auch Wikipediaartikel existieren.
- Deutscher Leichtathletik-Verband (DLV): Deutsche Leichtathletik-Meisterschaften 2023
- Deutscher Schwimm-Verband (DSV): Deutsche Schwimmmeisterschaften 2023

## Wettkampfstätten
Die Austragung der Meisterschaften ist an den folgenden Orten und Wettkampfstätten vorgesehen:
Berlin
- Schwimm- und Sprunghalle im Europasportpark für Schwimmen

Düsseldorf
- Burgplatz für 3×3-Basketball und Stabhochsprung
- Castello für Judo, Karate, Taekwondo und Tischtennis
- Landtagswiese für Triathlon
- Medienhafen für Triathlon und Bogensport
- PSD Bank Dome für Gerätturnen, Rhythmische Sportgymnastik und Trampolinturnen

Duisburg
- Duisburg Innenhafen für Kanu, Kanupolo und Stand-Up-Paddling
- Landschaftspark Duisburg-Nord
  - Landschaftspark Bunkervorplatz für BMX
  - Landschaftspark Cowperplatz für Klettern (Bouldern, Speed)
  - Landschaftspark Gießhalle für BMX und Breaking
  - Landschaftspark Kraftzentrale für Klettern (Bouldern, Speed)

Kassel
- Auestadion für Leichtathletik

## Medaillenspiegel
| Platz  | Land                   | Gold | Silber | Bronze | Gesamt |
| ------ | ---------------------- | ---- | ------ | ------ | ------ |
| 01     | Nordrhein-Westfalen    | 28   | 29     | 31     | 88     |
| 02     | Baden-Württemberg      | 26   | 31     | 28     | 85     |
| 03     | Hessen                 | 23   | 13     | 19     | 55     |
| 04     | Berlin                 | 18   | 7      | 12     | 37     |
| 05     | Bayern                 | 14   | 23     | 26     | 63     |
| 06     | Sachsen-Anhalt         | 11   | 8      | 9      | 28     |
| 07     | Niedersachsen          | 10   | 8      | 10     | 28     |
| 08     | Sachsen                | 8    | 13     | 4      | 25     |
| 09     | Brandenburg            | 7    | 11     | 7      | 25     |
| 10     | Rheinland-Pfalz        | 7    | 4      | 8      | 19     |
| 11     | Hamburg                | 3    | 2      | 6      | 11     |
| 12     | Schleswig-Holstein     | 2    | 1      | 2      | 5      |
| 13     | Saarland               | 1    | 3      | 2      | 6      |
| 14     | Thüringen              | —    | 4      | 1      | 5      |
| 15     | Mecklenburg-Vorpommern | —    | —      | 2      | 2      |
| 16     | Bremen                 | —    | —      | —      | 0      |
| Gesamt | Gesamt                 | 158  | 157    | 167    | 482    |